# Borszéky Károly
Borszéky Károly Géza (Budapest, 1875. november 22. – Budapest, 1933. február 15.) magyar sebész főorvos, egyetemi nyilvános rendkívüli tanár.

## Életpályája
1893-ban a budapesti Piarista Gimnáziumban érettségizett. 1898-ban végezte el a Budapesti Tudományegyetemet. 1898–1899 között a budapesti tudományegyetem I. sz. Bonctani Intézetének gyakornoka volt. 1899–1908 között a II. sz. Sebészeti Klinika egyetemi tanársegéde, 1908–1913 között egyetemi adjunktusa, 1908–1915 között magántanára volt. 1908-ban a sebészeti műtéttan tárgykörből magántanári képesítést szerzett. 1913–1914 között a II. sz. Sebészeti Klinika helyettes igazgatója volt. 1913–1915 között a sebészeti műtéttan címzetes nyilvános rendkívüli tanára, a Poliklinika sebész főorvosa is volt. 1914–1915 között mint főtörzsorvos a Tavaszmező utcai hadikórház parancsnoka volt. 1915–1918 között a Hadigondozó Hivatal Munkácsy utcai Gyógyintézetének igazgató-főorvosa volt. 1915–1927 között a Budapest székesfőváros közkórházi főorvosa volt. 1922-től egészségügyi főtanácsos volt. 1927–1930 között a Szent Rókus Közkórház igazgató-főorvosa volt. 1930–1933 között a székesfővárosi közkórházak központi igazgatója volt.
Több cikke is megjelent az orvosi szaklapokban. Manninger Vilmossal együtt szerkesztette A Magyar Sebésztársaság munkálatait (Budapest, 1913). A Közkórházi Orvosok Egyesületének elnöke, a Munkásbiztosító Felsőbíróság orvosi szakértői tanácsának alelnöke. Sebészeti műtéttannal foglalkozott, a sebészet teoretikus kérdéseinek, különösen a gyomorfekélyek patológiájának nemzetközileg is ismert professzora.
A Farkasréti temetőben helyezték nyugalomra (Hv18-1-50/51).

### Családja
Szülei Borszéky (1868-ig Pintye) Károly és Pauer Rózsa voltak. Nagybátyja, Borszéky Soma (1828–1913) jogász volt. 1914. november 21-én, Budapesten házasságot kötött Palóczi Márta Máriával (1892–?).

## Művei
- Az echinococcus-műtétekről (Orvosi Hetilap, 1900)
- A fermentkezelés értéke idült gennyedéses folyamatokban (Orvosképzés, 1911)
- A Magyar Sebésztársaság munkálatai (Szerkesztette: Manninger Vilmossal; Budapest, 1913)
- Duodénum-fekély megismétlődött átfúródása a szabad hasüregbe (Budapest, 1925)
- Az epekőbaj sebészeti kezelése kérdésének mai állása (Budapest, 1925)
- Billroth Tivadar élete és munkássága (Orvosi Hetilap, 1929)

## Műfordításai
- Felix Lejars: Sürgős sebészeti műtétek. Az 5. javított és bővített kiadás után fordította (Budapest, 1906)
- Julius Schwalbe: A therapia technikája. 1–2. kötet. A 3. kiadás után fordította (Budapest, 1913)